# Beardmore W.B.2
Pour les articles homonymes, voir Beardmore.
Le Beardmore W.B.2 est un avion de chasse biplace britannique de la Première Guerre mondiale. 
Inspiré du B.E.2c, son développement par George Tilghman Richards fut financé à risque privé par William Beardmore & Co, Ltd. Ce biplan à ailes décalées armé de deux mitrailleuses synchronisées de capot Vickers et d’une Lewis Mark I arrière sur affut Bearmore-Richards effectua son premier vol le 30 août 1917. Les performances de l’appareil furent jugées satisfaisantes mais ce biplace avait le gros désavantage d’être équipé d’un moteur Hispano-Suiza 8Bd de 200 ch. Or la production de ce moteur huit cylindres, très demandé à l’époque, était réservée en Grande-Bretagne au monoplace S.E.5a. L’appareil fut donc finalement remotorisé avec un Beardmore Adriatic de 2230 ch comme W.B.2a, mais sans succès. 
Deux exemplaires furent portés sur le registre civil britannique le 24 mars 1920 sous la désignation W.B.IIb (G-EARX/Y, c/n 5441/1 et /2). Le premier fut radié le 12 décembre de la même année, le second le 15 février 1923. 

## Sources
1. 1 2 3  Green/Swanborough
2. ↑  Taylor
3. ↑  « goldenyears.ukf.net/home.htm »(Archive.org • Wikiwix • Archive.is • Google • Que faire ?).